# Solosky c. La Reine
Solosky c. La Reine est un arrêt de principe de la Cour suprême du Canada  rendu en 1979 concernant le privilège avocat-client. La Cour a qualifié le secret professionnel de l'avocat comme étant plus qu'une simple règle de preuve, mais comme un droit fondamental de tous les individus.

## Les faits
Billy Solosky était détenu à l'Établissement de Millhaven. Tout le courrier était soumis au contrôle des agents de la prison en vertu de la Loi sur les pénitenciers. Solosky a fait une requête pour empêcher le filtrage de la correspondance avec son avocat en vertu du secret professionnel de l'avocat.

## Motifs du jugement
Le juge Dickson, écrivant au nom de la majorité, a conclu que Solosky avait un droit au privilège avocat-client dans toute sa correspondance entre lui et son avocat. Bien que le privilège ait ses origines en tant que règle de preuve pour protéger les parties à un litige, il est désormais disponible à tous les clients cherchant des conseils juridiques.
Les critères pour obtenir la protection du secret professionnel de l'avocat sont : 
- (i) une communication entre l'avocat et le client ;
- (ii) qui implique la recherche ou la fourniture d'un avis juridique ; et
- (iii) qui est destiné à être confidentiel par les parties » [3]

Cependant, Dickson a affirmé que le privilège avocat-client ne s'appliquait pas lorsqu'un avis juridique n'est pas demandé ou offert, lorsqu'il n'est pas censé être confidentiel et lorsqu'il vise à favoriser une conduite illégale.